# Streckenstilllegung

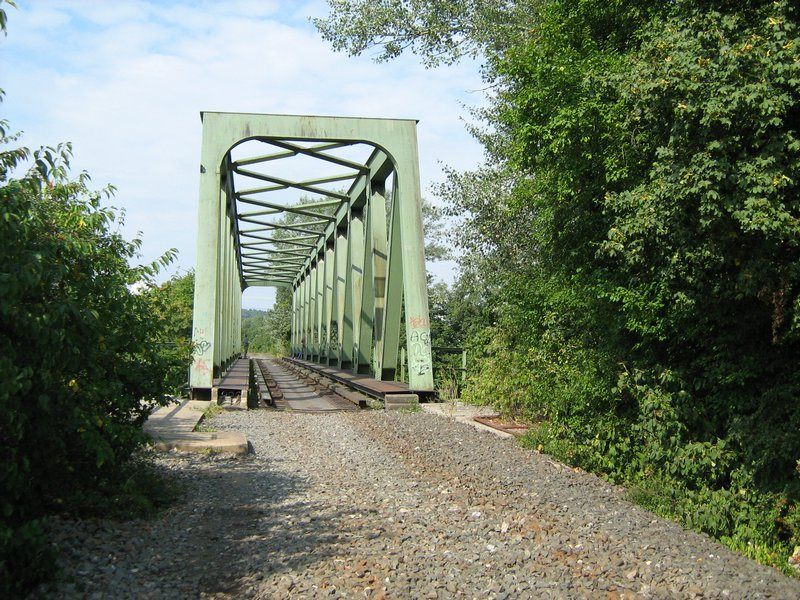
Bahnstrecke Forchheim–Hemhofen nach dem Abbau der Gleise

Streckenstilllegung ist ein Begriff aus dem Verkehrsbereich und bedeutet, dass eine Schienenstrecke außer Betrieb genommen wird und damit für den Verkehr nicht mehr zur Verfügung steht. Häufig entstehen Bahntrassenradwege. Selten wird eine Straße stillgelegt. Eine derartige Maßnahme wird Straßeneinziehung genannt und ist im Straßen- und Wegerecht geregelt.
Begriffe zur gegensätzlichen Maßnahme sind „Reaktivierung“ bzw. „Wiederinbetriebnahme“.

## Juristische Grundlagen
Streckenstilllegungen erfolgen in Deutschland nach dem Allgemeinen Eisenbahngesetz (AEG), in der Schweiz nach dem Eisenbahngesetz (EBG) und in Österreich nach dem Eisenbahngesetz von 1957 (EisbG).
Für Straßenbahn- und U-Bahn-Strecken stellt in Deutschland das Personenbeförderungsgesetz die Rechtsgrundlage dar, in der Schweiz das Bundesgesetz über die Personenbeförderung. In Österreich werden Straßenbahnen wie Eisenbahnen behandelt, das Eisenbahngesetz regelt die Stilllegung und Auflassung in den § 28 und 29.

## Deutschland
In Deutschland ist bei Eisenbahnstrecken nach dem AEG zwischen der Stilllegung und der Freistellung von Bahnbetriebszwecken zu unterscheiden.

### Einstellung des Zugverkehrs
Zu Beginn einer Streckenstilllegung steht ein erheblicher Rückgang oder die Einstellung des Zugverkehrs durch die Eisenbahnverkehrsunternehmen (EVU), die die Strecke bis dahin genutzt haben. In einigen Fällen wird das Fahrtenangebot auf ein absolutes Minimum reduziert (sogenannte Alibi-Züge; wenn nur ein Zug pro Tag und Richtung verbleibt auch Alibizugpaar); die Strecke verliert dadurch weiter an Attraktivität und Nachfrage, was seinerseits als Argument für eine vollständige Einstellung genutzt werden kann. Nachfolgelösung ist meist die Einführung von Schienenersatzverkehr per Linienbus. Durch die ausbleibenden Trassenentgelte kann die Vorhaltung der Strecke für das Eisenbahninfrastrukturunternehmen (EIU) unwirtschaftlich werden, so dass die Stilllegung eine mögliche Konsequenz ist. Anstehende größere Investitionen können zusätzlich dazu beitragen. Im gemeinwirtschaftlichen Personennahverkehr erfolgt die Abbestellung der Verkehrsleistungen durch den zuständigen Aufgabenträger. Im Güterverkehr können der Wegfall großer Güterverkehrskunden, aber auch unternehmerische Entscheidungen des EVU (siehe MORA C) die Ursache sein.
Juristisch ist die Einstellung des Zugverkehrs noch keine Stilllegung im Sinne des § 11 AEG. Das EIU bleibt weiterhin verpflichtet, die Strecke in einem betriebssicheren Zustand zu erhalten und jedem Eisenbahnverkehrsunternehmen, das die Strecke mit seinen Fahrzeugen benutzen will, diskriminierungsfreien Zugang zu gewähren.

### Stilllegung der Infrastruktur

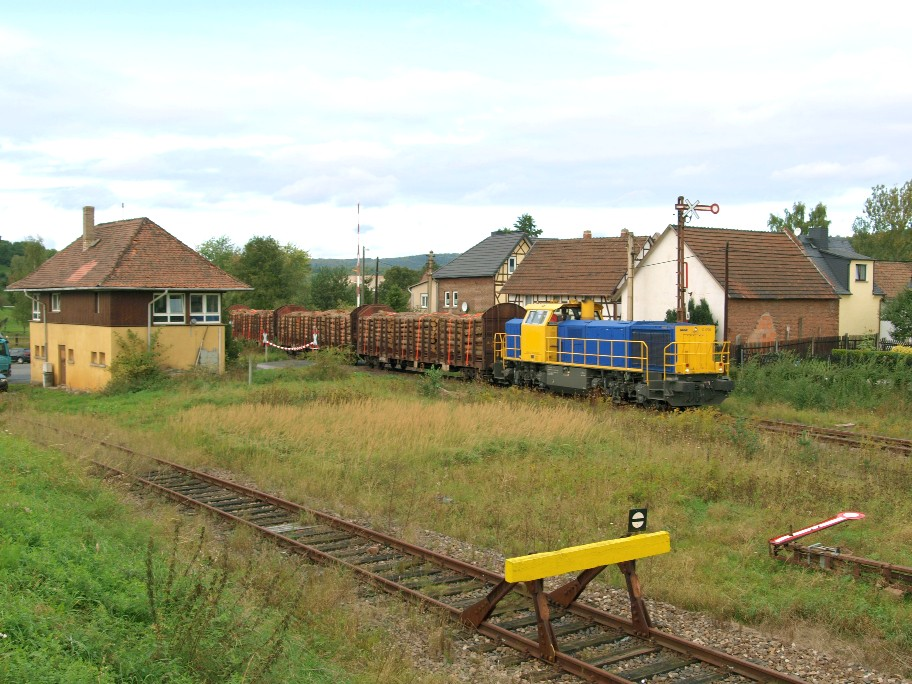
Zwischen Bad Salzungen und Dorndorf fahren wieder Güterzüge nach BOA

Die Stilllegung einer Schienenstrecke nach § 11 Allgemeines Eisenbahngesetz (AEG) bedeutet, dass das Eisenbahninfrastrukturunternehmen (EIU) von seiner Betriebspflicht entbunden wird. Voraussetzung für die Stilllegung ist ein Antrag des EIU, in dem es nachweist, dass ihm der weitere Unterhalt der betreffenden Infrastruktur wirtschaftlich nicht mehr zugemutet werden kann und dass es die entsprechende Infrastruktur erfolglos anderen EIU zur Übernahme angeboten hat. Das Übernahmeangebot ist im Bundesanzeiger zu veröffentlichen.
Die Streckenstilllegung erfolgt für Eisenbahnen des Bundes durch einen Verwaltungsakt des Eisenbahn-Bundesamtes. Für andere Eisenbahninfrastruktur ist die nach Landesrecht zuständige Behörde zuständig. Eine Stilllegung entbindet das EIU von der Pflicht, die Infrastruktur weiterhin zu unterhalten. Da mit der Stilllegung die Betriebsgenehmigung erlischt, darf auf einer solch stillgelegten Strecke kein öffentlicher Eisenbahnverkehr mehr stattfinden. Ein auf manchen derartigen Strecken stattfindender touristischer Draisinenverkehr wird rechtlich nicht als Eisenbahnverkehr gewertet.
Auch nach einer Streckenstilllegung bleibt die Eisenbahninfrastruktur gemäß § 38 Baugesetzbuch (BauGB) Betriebsanlage dem Fachplanungsrecht des AEG unterworfen. Damit steht die Trasse planungsrechtlich weiterhin ausschließlich für Bahnbetriebszwecke zur Verfügung und darf nicht für andere Zwecke überplant werden. Eine Wiederinbetriebnahme kann ohne erneuten Planfeststellungsbeschluss erfolgen; auf einer stillgelegten Strecke sind vor einer beabsichtigten Wiederinbetriebnahme z. B. Erkundungsfahrten mit Nebenfahrzeugen möglich.
Die Stilllegung kann durch eine neue Betriebsgenehmigung nach § 6 AEG rückgängig gemacht werden. Eine andere Möglichkeit ist die Betriebsgenehmigung nach der Verordnung über den Bau und Betrieb von Anschlussbahnen (BOA) mit Genehmigung der Landeseisenbahnaufsicht.

### Freistellung von Bahnbetriebszwecken
Erst die Freistellung von Bahnbetriebszwecken nach § 23 AEG (häufig auch Entwidmung genannt), entzieht die Fläche dem Fachplanungsrecht der Eisenbahn und gibt sie in die Planungshoheit der Gemeinde zurück, die sie damit für eine anderweitige Bebauung überplanen kann. Auch nach der Freistellung kann die Trasse im Flächennutzungsplan weiterhin für eine spätere Reaktivierung frei gehalten werden.

## Geschichte

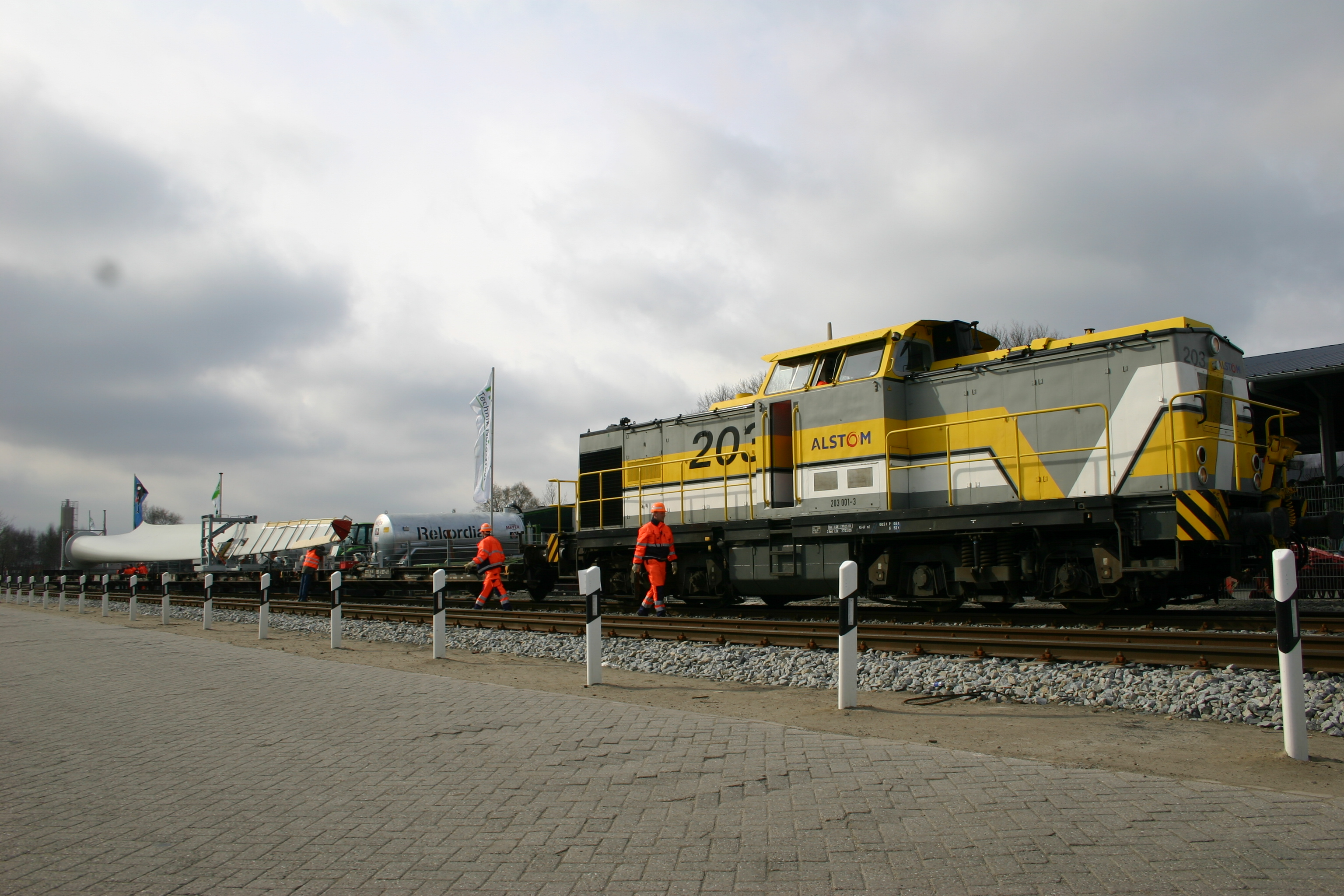
Bahnverladung von Windenergieanlagen von Enercon im Industriegebiet Aurich-Nord

In Deutschland wurden seit den 1950er-Jahren mehr als 15 000 Kilometer Bahnstrecken stillgelegt. Die meisten Stilllegungen fanden „im Westen vorrangig während des ‚Wirtschaftswunder‘-Booms [statt], im Osten in der ökonomisch schwierigen Phase nach der Wiedervereinigung.“ In beiden Gebieten liegt die Länge des heutigen Streckennetzes bei etwa 70 % der Länge im Jahr 1955.
In den Jahren 1994 bis 2004 wurden in Deutschland pro Jahr mehr als 400 km Schienenstrecken stillgelegt. Die meisten Strecken (599 km) lagen in diesem Zeitraum in Sachsen-Anhalt, gefolgt von Nordrhein-Westfalen (574 km) und Bayern (522 km). Etliche Bahnstrecken werden auch demontiert (Rückbau), und hier entstand nachfolgend ein Bahnradweg, wodurch die Trasse gesichert bleibt:
Manchmal werden stillgelegte Strecken reaktiviert. Zum Beispiel nahm die Bedeutung der Bahnstrecke Abelitz–Aurich (13 km) nach dem Zweiten Weltkrieg stark ab. Ende 1993 wurde der Verkehr eingestellt; kaum jemand konnte sich vorstellen, dass die Strecke noch einmal Bedeutung erlangen könne. In den Jahren darauf wuchs das Auricher Unternehmen Enercon – es stellt Windkraftanlagen her – sehr stark; ebenso die Länge und das Gewicht der gebauten Rotorblätter (Näheres siehe Liste der Windkraftanlagen von Enercon). Deren Transport auf der Straße wurde dadurch immer schwieriger. Die Bedeutung der Bahnstrecke wurde so groß, dass Enercon weitere Investitionen in Aurich ausdrücklich von einer Reaktivierung der Eisenbahnstrecke abhängig machte; 2008 geschah dies.